# 卡瓦列罗县

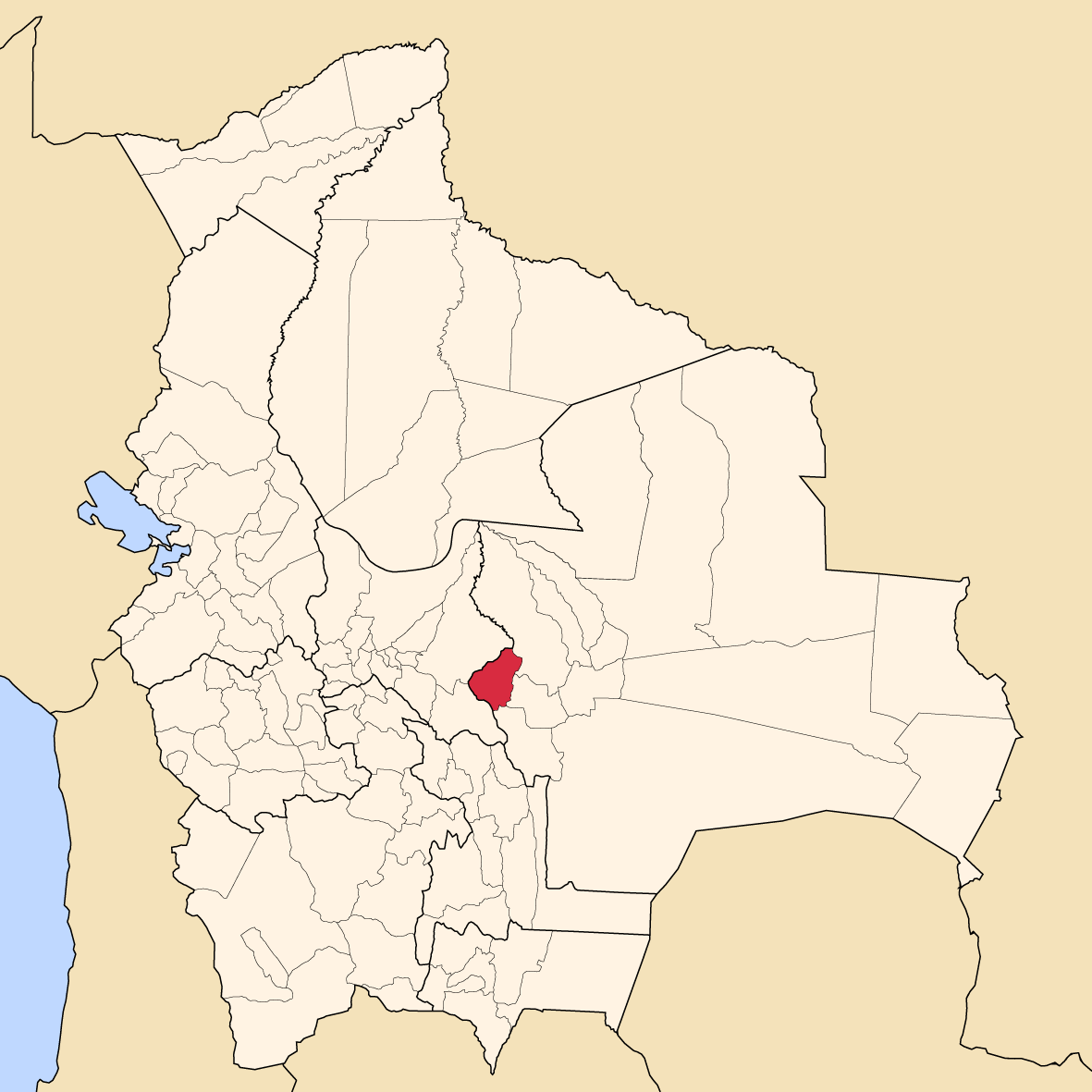
卡瓦列羅县

曼努埃尔·马里亚·卡瓦列羅县（西班牙語：Provincia de Manuel María Caballero），口语里通称卡瓦列罗县，是玻利維亞的县份，位於該國東部，屬於聖克魯斯省的一部分，县府設於科馬拉帕，面積2,310平方公里，2001年人口20,562，人口密度每平方公里8.7人。